# Roxanne Modafferi
Roxanne Vincenta Modafferi (Wilmington, Delaware, Estados Unidos, 24 de septiembre de 1982) es una ex artista marcial mixta estadounidense que compitió en la división de peso mosca femenino.

## Primeros años
Su entrenamiento comenzó en el taekwondo a la edad de 13 años en Pensilvania, pasando al Kenpō Karate de Mark Lawler en la escuela secundaria. Luego comenzó a asistir al Dalton Judo Club en Pittsfield, Massachusetts. Su descripción de esa experiencia fue: "Pensaba que todo era genial haciendo karate, como las estrellas de cine, pero luego en el judo aprendí lo que era volar". Se entrenó durante tres años para obtener el cinturón marrón en este estilo, y luego se graduó en la Escuela Secundaria Lenox Memorial. Antes de salir de casa para estudiar en la Universidad de Massachusetts Amherst, un compañero cinturón marrón llevó a Modafferi a una asociación de jiu-jitsu brasileño de Royce Gracie en Adams, Massachusetts, donde entrenó intensamente durante tres meses.
Se licenció en Lengua y Literatura Japonesas con una especialización en Lingüística en la Universidad de Massachusetts. Mientras estaba en la universidad, fundó el club Amherst Athletic, donde tiene su sede New England Submission Fighting. Además, entrenó en otra asociación de Royce Gracie en Hartford, Connecticut, durante aproximadamente un año (lo que requería un viaje semanal de dos horas de ida y vuelta), e investigó también en la Escuela de Defensa Personal de Jeremy Libiszewski en Wilbraham, Massachusetts. Durante las vacaciones de verano en Boston, entrenó en el club de BJJ de Nueva Inglaterra de Joao Amaral, ahora asociado al Brazilian Top Team. Dijo: "Esos chicos son duros como el cemento, y me sacaron los puntos débiles cuando los encontraron". Para trabajar su golpeo, también asistió a la filial norteamericana de la Sityodtong Muay Thai Academy en Somerville, Massachusetts, dirigida por Kru Mark DellaGrotte.
Ahora es miembro del equipo Syndicate MMA.

## Carrera en las artes marciales mixtas

### Inicios
Pasó de septiembre de 2003 a junio de 2004, su primer año, en Tokio, Japón. Esto le permitió competir en una serie de competiciones de NHB y BJJ. Consiguió un récord de 3-0 en artes marciales mixtas en la promoción Smackgirl y derrotó a Jennifer Howe (que, en ese momento, era considerada la mejor luchadora de Estados Unidos, si no del mundo) en HOOKnSHOOT.
En Japón, entrenó en el club Cross Point de Kichijouji, que enseñaba tanto Muay Thai como BJJ. Espera poder escribir algún día un libro sobre sus experiencias durante ese tiempo, habiendo contribuido ya con varios artículos sobre el tema. Tras graduarse en mayo de 2005, consiguió un puesto en Berlitz para enseñar inglés en Japón, al que llegó por segunda vez en julio de 2005.
Consiguió una victoria por decisión dividida contra Cassandra Rivers-Blasso en el Fatal Femmes Fighting el 2 de febrero de 2007. Se convirtió en campeona del torneo femenino de peso abierto K-GRACE al derrotar a Hee Jin Lee, Megumi Yabushita y Marloes Coenen el 27 de mayo de 2007.
Defendió su título de la FFF contra Vanessa Porto en la FFF 4 - Call of the Wild el 3 de abril de 2008. Ganó el combate por TKO en el tercer asalto.
Firmó un contrato con la American Fight League (AFL) y se esperaba que se enfrentara a Tara LaRosa en el evento de noviembre de la AFL, pero en su lugar luchó en el evento debut de Valkyrie en Japón después de que los planes de la AFL se paralizaran.

### Strikeforce
Subió de categoría de peso e hizo su esperado debut en Strikeforce en una revancha con Marloes Coenen en Strikeforce: Fedor vs. Rogers el 7 de noviembre de 2009, pero perdió el combate por sumisión en el primer asalto.

### Promociones independientes
El 30 de enero de 2010 sometió a Molly Helsel en el segundo asalto en King of the Cage: Toryumon en Okinawa, Japón.
Se enfrentó a Tara LaRosa el 21 de mayo de 2010 en Moosin: God of Martial Arts. Strikeforce proporcionó permiso oficial para que compitiera en la cartelera. Ganó el combate por decisión dividida.

### Regreso a Strikeforce
Regresó a Strikeforce para desafiar a Sarah Kaufman en Strikeforce Challengers: del Rosario vs. Mahe el 23 de julio de 2010. Perdió el combate por KO en el tercer asalto.
Fue liberada por Strikeforce el 12 de noviembre de 2010, tras perder sus dos combates con la promoción. Se esperaba que se enfrentara a Hitomi Akano en World Victory Road Presents: Soul of Fight el 30 de diciembre de 2010, pero el combate se canceló después de que sufriera una enfermedad estomacal y no pudiera competir.

### Regreso internacional
Se enfrentó a Rosi Sexton en Cage Warriors Fighting Championship 40 el 26 de febrero de 2011. Este combate fue su debut en las 125 libras. Perdió el combate por decisión unánime.
Se enfrentó entonces a Hitomi Akano en un combate reprogramado para Jewels 15th Ring el 9 de julio de 2011. Perdió el combate por decisión unánime.
Se esperaba que se enfrentara a Aisling Daly el 1 de octubre de 2011 en BlackEye Promotions 5. Sin embargo, Daly se vio obligada a retirarse de la cartelera y fue sustituida por Barb Honchak. Perdió el combate por sumisión en el tercer asalto.
El 10 de febrero de 2012 se anunció que se enfrentaría a Takayo Hashi en Jewels 18th Ring el 3 de marzo en Tokio. Perdió el combate por decisión unánime.
Se enfrentó a Shizuka Sugiyama el 15 de diciembre de 2012 en Jewels 22nd Ring. Sin embargo, sufrió una lesión en el cuello durante el entrenamiento y se retiró del combate el 13 de diciembre.

### The Ultimate Fighter 18
En agosto de 2013 se anunció que era una de las luchadoras seleccionadas para estar en The Ultimate Fighter: Team Rousey vs. Team Tate. En el combate de eliminación para entrar en la casa TUF, se enfrentó a Valérie Létourneau y ganó por sumisión en el primer asalto. Posteriormente perdió su primer combate del torneo contra Jessica Rakoczy.

### Ultimate Fighting Championship
Debutó en la UFC contra Raquel Pennington el 30 de noviembre de 2013 en The Ultimate Fighter 18 Finale. Perdió el combate por decisión unánime.

### Invicta FC
Se enfrentó a Tara LaRosa por tercera vez el 8 de septiembre de 2014 en Invicta FC 8. El evento fue el primer evento de Invicta que se emitió exclusivamente en UFC Fight Pass. Ganó el combate por decisión unánime, poniendo fin a su racha de 6 combates perdidos con su primera victoria en cuatro años. Siguió con una victoria por decisión dividida sobre Andrea Lee en Invicta FC 10 el viernes 5 de diciembre de 2014.
Se enfrentó a Vanessa Porto el 24 de abril de 2015 en Invicta FC 12. Perdió el combate por decisión unánime. Se enfrentó a Mariana Morais el 12 de septiembre de 2015 en Invicta FC 14: Evinger vs. Kianzad. Ganó el combate por TKO en el tercer asalto. Llevó su récord de Invicta FC a 4-1 con una victoria sobre DeAnna Bennett en marzo de 2016 en Invicta FC 16. Más tarde se anunció que desafiaría a Jennifer Maia por el Campeonato Femenino de Peso Mosca de Invicta FC en Invicta FC 19 el 23 de septiembre de 2016. El combate fue su primer combate por el título en la promoción Invicta FC.

### The Ultimate Fighter 26
En agosto de 2017 se anunció que sería una de las luchadoras que aparecerían en The Ultimate Fighter 26, donde se llevará a cabo el proceso para coronar a la campeona inaugural de 125 libras de la UFC.
En la ronda inicial se enfrentó a Shana Dobson y ganó por TKO en el primer asalto, lo que le permitió pasar a la siguiente fase de la competición. En los cuartos de final se enfrentó a Emily Whitmire y ganó el combate por TKO en el primer asalto. En las semifinales se enfrentó a Sijara Eubanks y perdió por decisión unánime.

### Regreso a la UFC
Se esperaba que se enfrentara a Barb Honchak el 1 de diciembre de 2017 en The Ultimate Fighter 26 Finale. Sin embargo, el día del pesaje, Sijara Eubanks fue retirada del combate por una insuficiencia renal y fue sustituida por Modafferi para enfrentarse a Nicco Montaño por el título de peso mosca. Perdió el combate por decisión unánime. Este combate le valió el premio a la Pelea de la Noche.
Se enfrentó a Barb Honchak el 6 de julio de 2018 en The Ultimate Fighter 27 Finale. Ganó el combate por TKO en el segundo asalto.
Se enfrentó a Sijara Eubanks el 3 de noviembre de 2018 en UFC 230. En el pesaje, Eubanks pesó 127.2 libras, 1.2 libras por encima del límite de la pelea de peso mosca, de 126, y fue multada con el 20% de su bolsa, que fue a parar a Modafferi. Perdió el combate por decisión unánime.
Se enfrentó a Antonina Shevchenko el 20 de abril de 2019 en UFC Fight Night: Overeem vs. Oleinik. Ganó el combate por decisión dividida. La victoria le valió la distinción de ser la primera luchadora de la UFC en ganar un combate en Rusia.
Se esperaba que se enfrentara a Liz Carmouche el 20 de julio de 2019 en UFC on ESPN: dos Anjos vs. Edwards. Sin embargo, Carmouche fue retirada de ese combate en favor de una revancha con la campeona Valentina Shevchenko en agosto en UFC Fight Night: Shevchenko vs. Carmouche 2.
Se enfrentó a Jennifer Maia el 20 de julio de 2019 en UFC on ESPN: dos Anjos vs. Edwards. En el pesaje, Maia pesó 129 libras, 3 libras por encima del límite de peso mosca femenino de 126. En consecuencia, se le impuso una multa del 30% de su bolsa, y el combate continuó como estaba programado con un peso de acordado. Perdió el combate por decisión unánime.
Se enfrentó a Maycee Barber el 18 de enero de 2020 en UFC 246. Ganó el combate por decisión unánime.
Se enfrentó a Lauren Murphy el 20 de junio de 2020 en UFC on ESPN: Blaydes vs. Volkov. Perdió el combate por decisión unánime.
Se enfrentó a Andrea Lee el 12 de septiembre de 2020 en UFC Fight Night: Waterson vs. Hill. Ganó el combate por decisión unánime.
Se esperaba que se enfrentara a Viviane Araújo el 30 de enero de 2021 en UFC on ESPN: Chiesa vs. Magny. Sin embargo, el combate fue reprogramado y tuvo lugar el 20 de febrero de 2021 en UFC Fight Night: Blaydes vs. Lewis. Perdió el combate por decisión unánime.
Se esperaba que se enfrentara a Taila Santos el 8 de mayo de 2021 en UFC on ESPN: Rodriguez vs. Waterson. Sin embargo, se vio obligada a retirarse del evento alegando una rotura de menisco.
Se esperaba que se enfrentara a Tatiana Suarez el 25 de septiembre de 2021 en UFC 266. Sin embargo, Suarez se retiró del evento debido a una lesión, y fue sustituida por Taila Santos. Perdió el combate por decisión unánime.
Se enfrentó a Casey O'Neill el 12 de febrero de 2022 en UFC 271. El 4 de noviembre de 2021 anunció a través de Instagram que este sería su últimao combate de MMA. Perdió el combate por decisión dividida y se retiró. 19 de 19 puntuaciones de los medios de comunicación se lo dieron a O'Neill.

## Campeonatos y logros

### Artes marciales mixtas
- Ultimate Fighting Championship
  - Pelea de la Noche (una vez) vs. Nicco Montaño
  - Segundo mayor número de combates en la historia de la división femenina de peso mosca de la UFC (10)
  - Sorpresa del año 2020 vs. Maycee Barber[78]
- International Sport Karate Association
  - Campeonato Mundial Femenino de Peso Medio de ISKA (una vez)
- International Fighting Championships
  - Campeonato Femenino de Peso Medio de IFC (una vez)
- Fatal Femmes Fighting
  - Campeonato Femenino de Peso Ligero de FFF (dos veces)
- K-GRACE
  - Ganadora del torneo femenino de peso abierto K-GRACE
- Smackgirl
  - Semifinalista del Torneo de Peso Abierto
- AwakeningFighters.com WMMA Awards
  - Peso mosca del año 2014[79]
- Sherdog
  - Sorpresa del año 2020 vs. Maycee Barber[80]

### Sumision grappling
- North American Grappling Association
  - Luchador del año 2002 de la NAGA
- Abu Dhabi Combat Club
  - Campeonato Mundial de Lucha ADCC -60 kg Cuartos de final en 2005

## Récord en artes marciales mixtas
| Resultado | Récord | Oponente                | Método                                    | Evento                                                   | Fecha                    | Ronda | Tiempo | Localización                 | Notas                                                                            |
| --------- | ------ | ----------------------- | ----------------------------------------- | -------------------------------------------------------- | ------------------------ | ----- | ------ | ---------------------------- | -------------------------------------------------------------------------------- |
| Derrota   | 25-20  | Casey O'Neill           | Decisión (dividida)                       | UFC 271                                                  | 12 de febrero de 2022    | 3     | 5:00   | Houston, Texas               | Anunció su retiro después del combate.                                           |
| Derrota   | 25-19  | Taila Santos            | Decisión (unánime)                        | UFC 266                                                  | 25 de septiembre de 2021 | 3     | 5:00   | Las Vegas, Nevada            |                                                                                  |
| Derrota   | 25-18  | Viviane Araújo          | Decisión (unánime)                        | UFC on ESPN: Chiesa vs. Magny                            | 20 de enero de 2021      | 3     | 5:00   | Abu Dhabi                    |                                                                                  |
| Victoria  | 25-17  | Andrea Lee              | Decisión (unánime)                        | UFC Fight Night: Waterson vs. Hill                       | 12 de septiembre de 2020 | 3     | 5:00   | Las Vegas, Nevada            |                                                                                  |
| Derrota   | 24-17  | Lauren Murphy           | Decisión (unánime)                        | UFC on ESPN: Blaydes vs. Volkov                          | 20 de junio de 2020      | 3     | 5:00   | Las Vegas, Nevada            |                                                                                  |
| Victoria  | 24-16  | Maycee Barber           | Decisión (unánime)                        | UFC 246                                                  | 18 de enero de 2020      | 3     | 5:00   | Las Vegas, Nevada            |                                                                                  |
| Derrota   | 23-16  | Jennifer Maia           | Decisión (unánime)                        | UFC on ESPN: dos Anjos vs. Edwards                       | 20 de julio de 2019      | 3     | 5:00   | San Antonio, Texas           | Combate de peso acordado (129 libras); Maia no alcanzó el peso.                  |
| Victoria  | 23-15  | Antonina Shevchenko     | Decisión (dividida)                       | UFC Fight Night: Overeem vs. Oleinik                     | 20 de abril de 2019      | 3     | 5:00   | San Petersburgo              |                                                                                  |
| Derrota   | 22-15  | Sijara Eubanks          | Decisión (unánime)                        | UFC 230                                                  | 3 de noviembre de 2018   | 3     | 5:00   | Nueva York, Nueva York       | Combate de peso acordado (127.2 libras); Eubanks no alcanzó el peso.             |
| Victoria  | 22-14  | Barb Honchak            | TKO (codazos)                             | The Ultimate Fighter: Undefeated Finale                  | 6 de julio de 2018       | 2     | 3:32   | Las Vegas, Nevada            |                                                                                  |
| Derrota   | 21-14  | Nicco Montaño           | Decisión (unánime)                        | The Ultimate Fighter: A New World Champion Finale        | 1 de diciembre de 2017   | 5     | 5:00   | Las Vegas, Nevada            | Por el inaugural Campeonato de Peso Mosca Femenino de la UFC. Pelea de la Noche. |
| Victoria  | 21-13  | Sarah D'Alelio          | TKO (codazos)                             | Invicta FC 23: Porto vs. Niedźwiedź                      | 20 de mayo de 2017       | 3     | 1:37   | Kansas City, Misuri          |                                                                                  |
| Victoria  | 20-13  | Priscila de Souza       | Sumisión (barra de brazo)                 | Fusion Fight League: Ladies Fight Night                  | 1 de abril de 2017       | 2     | 4:52   | Billings, Montana            | Ganó el Campeonato de Peso Mosca de FFL.                                         |
| Derrota   | 19-13  | Jennifer Maia           | Decisión (dividida)                       | Invicta FC 19: Maia vs. Modafferi                        | 23 de septiembre de 2016 | 5     | 5:00   | Kansas City, Misuri          | Por el Campeonato de Peso Mosca de Invicta FC. Pelea de la Noche.                |
| Victoria  | 19-12  | DeAnna Bennett          | Decisión (dividida)                       | Invicta FC 16: Hamasaki vs. Brown                        | 11 de marzo de 2016      | 3     | 5:00   | Las Vegas, Nevada            |                                                                                  |
| Victoria  | 18-12  | Mariana Morais          | TKO (puñetazos)                           | Invicta FC 14: Evinger vs. Kianzad                       | 12 de septiembre de 2015 | 3     | 4:40   | Kansas City, Misuri          |                                                                                  |
| Derrota   | 17-12  | Vanessa Porto           | Decisión (unánime)                        | Invicta FC 12: Kankaanpää vs. Souza                      | 24 de abril de 2015      | 3     | 5:00   | Kansas City, Misuri          |                                                                                  |
| Victoria  | 17-11  | Andrea Lee              | Decisión (dividida)                       | Invicta FC 10: Waterson vs. Tiburcio                     | 5 de diciembre de 2014   | 2     | 1:43   | Houston, Texas               |                                                                                  |
| Victoria  | 16-11  | Tara LaRosa             | Decisión (unánime)                        | Invicta FC 8: Waterson vs. Tamada                        | 6 de septiembre de 2014  | 3     | 5:00   | Kansas City, Misuri          |                                                                                  |
| Derrota   | 15-11  | Raquel Pennington       | Decisión (unánime)                        | The Ultimate Fighter: Team Rousey vs. Team Tate Finale   | 30 de noviembre de 2013  | 3     | 5:00   | Las Vegas, Nevada            | Combate de peso gallo.                                                           |
| Derrota   | 15-10  | Takayo Hashi            | Decisión (unánime)                        | Jewels 18th Ring                                         | 3 de marzo de 2012       | 2     | 5:00   | Kōtō                         | Combate de peso acordado (127 libras).                                           |
| Derrota   | 15-9   | Barb Honchak            | Sumisión (estrangulamiento por detrás)    | BEP 5: Breast Cancer Beatdown                            | 1 de octubre de 2011     | 3     | 1:46   | Fletcher, Carolina del Norte |                                                                                  |
| Derrota   | 15-8   | Hitomi Akano            | Decisión (unánime)                        | Jewels 15th Ring                                         | 9 de julio de 2011       | 2     | 5:00   | Kabukichō                    | Combate de peso gallo.                                                           |
| Derrota   | 15-7   | Rosi Sexton             | Decisión (unánime)                        | Cage Warriors: 40                                        | 26 de febrero de 2011    | 3     | 5:00   | North London                 | Debut en el peso mosca.                                                          |
| Derrota   | 15-6   | Sarah Kaufman           | KO (puñetazo)                             | Strikeforce Challengers: del Rosario vs. Mahe            | 23 de julio de 2010      | 3     | 4:45   | Everett, Washington          | Por el Campeonato Femenino de Peso Gallo de Strikeforce.                         |
| Victoria  | 15-5   | Tara LaRosa             | Decisión (dividida)                       | Moosin: God of Martial Arts                              | 21 de mayo de 2010       | 3     | 5:00   | Worcester, Massachusetts     | Combate de peso acordado (130 libras).                                           |
| Victoria  | 14-5   | Molly Helsel            | Sumisión (estrangulamiento por detrás)    | KOTC: Toryumon                                           | 30 de enero de 2010      | 2     | 3:18   | Prefectura de Okinawa        |                                                                                  |
| Derrota   | 13-5   | Marloes Coenen          | Sumisión (barra de brazo)                 | Strikeforce: Fedor vs. Rogers                            | 7 de noviembre de 2009   | 1     | 1:05   | Hoffman Estates, Illinois    | Combate de peso pluma.                                                           |
| Victoria  | 13-4   | Chisa Yonezawa          | Decisión (unánime)                        | Valkyrie 01                                              | 8 de noviembre de 2008   | 2     | 3:00   | Tokio                        | Combate de peso gallo.                                                           |
| Victoria  | 12-4   | Vanessa Porto           | TKO (rodillazos)                          | Fatal Femmes Fighting 4: Call of the Wild                | 3 de abril de 2008       | 3     | 0:53   | Los Ángeles, California      | Defendió el Campeonato de Peso Ligero de FFF.                                    |
| Victoria  | 11-4   | Marloes Coenen          | Decisión (dividida)                       | K-GRACE 1                                                | 27 de mayo de 2007       | 2     | 3:00   | Tokio                        | Final del Torneo Femenino de Peso Abierto K-GRACE.                               |
| Victoria  | 10-4   | Megumi Yabushita        | Decisión (unánime)                        | K-GRACE 1                                                | 27 de mayo de 2007       | 2     | 3:00   | Tokio                        | Semifinal del Torneo Femenino de Peso Abierto K-GRACE.                           |
| Victoria  | 9-4    | Hee Jin Lee             | Sumisión (barra de brazo)                 | K-GRACE 1                                                | 27 de mayo de 2007       | 1     | 2:56   | Tokio                        | Cuartos de final del Torneo Femenino de Peso Abierto K-GRACE.                    |
| Victoria  | 8-4    | Cassandra Rivers-Blasso | Decisión (dividida)                       | Fatal Femmes Fighting 1: Asian Invasion                  | 17 de enero de 2007      | 5     | 2:00   | Los Ángeles, California      | Ganó el Campeonato de Peso Ligero de FFF.                                        |
| Derrota   | 7-4    | Shayna Baszler          | Sumisión (martillo)                       | MARS: BodogFIGHT                                         | 4 de octubre de 2006     | 1     | 1:08   | Tokio                        |                                                                                  |
| Victoria  | 7-3    | Megumi Yabushita        | Decisión (unánime)                        | G-Shooto: G-Shooto 05                                    | 6 de mayo de 2006        | 2     | 5:00   | Tokio                        |                                                                                  |
| Derrota   | 6-3    | Tara LaRosa             | Decisión (unánime)                        | Mix Fighting Championships: Boardwalk Blitz              | 4 de marzo de 2006       | 3     | 5:00   | Atlantic City, Nueva Jersey  |                                                                                  |
| Derrota   | 6-2    | Laura D'Auguste         | Decisión (unánime)                        | Ring of Combat 8                                         | 19 de marzo de 2005      | 3     | 5:00   | Asbury Park, Nueva Jersey    | Por el Campeonato Femenino de Peso Wélter (147 libras) de ROC.                   |
| Victoria  | 6-1    | Jennifer Howe           | Sumisión (estrangulamiento por triángulo) | International Fighting Championships: Eve of Destruction | 5 de marzo de 2005       | 3     | 1:47   | Salt Lake City, Utah         | Ganó el Campeonato Femenino de Peso Medio de IFC.                                |
| Derrota   | 5-1    | Megumi Yabushita        | Decisión (unánime)                        | Smackgirl: World ReMix 2004                              | 19 de diciembre de 2004  | 2     | 5:00   | Shizuoka                     | Smackgirl World ReMix 2004 Semifinal del Torneo de Peso Bierto.                  |
| Victoria  | 5-0    | Ana Carolina            | Decisión (unánime)                        | Smackgirl: World ReMix 2004                              | 19 de diciembre de 2004  | 2     | 5:00   | Shizuoka                     | Smackgirl World ReMix 2004 cuartos de final del Torneo de Peso Bierto.           |
| Victoria  | 4-0    | Jennifer Howe           | Decisión (unánime)                        | HOOKnSHOOT: Evolution                                    | 6 de noviembre de 2004   | 3     | 5:00   | Evansville, Indiana          |                                                                                  |
| Victoria  | 3-0    | Natsuko Kikukawa        | Decisión (unánime)                        | Smackgirl: F8                                            | 16 de mayo de 2004       | 3     | 5:00   | Tokio                        |                                                                                  |
| Victoria  | 2-0    | Keiko Tamai             | Decisión (unánime)                        | Greatest Common Multiple: Cross Section 1                | 18 de abril de 2004      | 2     | 5:00   | Tokio                        |                                                                                  |
| Victoria  | 1-0    | Hikaru Shinohara        | Sumisión (barra de brazo)                 | Smackgirl: Third Season 7                                | 10 de noviembre de 2003  | 1     | 1:58   | Tokio                        |                                                                                  |